# Federico Chiesa
Ne pas confondre avec son père Enrico Chiesa.
Federico Chiesa, né le 25 octobre 1997 à Gênes en Italie, est un footballeur international italien qui évolue au poste d'ailier droit au Liverpool FC.
Il est le fils de l'attaquant italien Enrico Chiesa, international de 1996 à 2001.

## Biographie

### Jeunesse et formation
Federico Chiesa naît le 25 octobre 1997 à Gênes, ville portuaire située dans la région de Ligurie au nord de l'Italie. Il provient d'une famille imprégnée de football, son père étant l'attaquant international italien Enrico Chiesa. Le jeune Federico rejoint le club de Settignanese en 2002 et y fait ses classes jusqu'en 2007. Cette année-là, il se rend à l'ancien club de son père, l'ACF Fiorentina. Pendant neuf années, Chiesa gravit les échelons des équipes jeunes.

### ACF Fiorentina (2016-2020)
Lors de la saison 2016-2017, l'entraîneur Paulo Sousa l'intègre dans l'effectif professionnel. Il réalise ses débuts le 20 août 2016 lors d'une rencontre de Serie A face à la Juventus Turin. Chiesa inscrit son premier but le 8 décembre 2016, lors d'un match de Ligue Europa, sur la pelouse du club azéri du Qarabağ FK. Le 21 janvier 2017, l'Italien inscrit son premier but en Serie A face au Chievo Vérone. Le 28 mai 2017, en clôture de championnat contre Pescara, Chiesa écope du premier carton rouge de sa carrière après un second jaune en fin de première période. Pour sa première saison professionnelle, Chiesa a participé à 34 matchs pour quatre buts et deux passes décisives.
Le 30 janvier 2019, Chiesa se fait remarquer lors d'une rencontre de coupe d'Italie face à l'AS Roma en réalisant le premier triplé de sa carrière. Il permet ainsi à son équipe de l'emporter largement par sept buts à un,.

### Juventus FC (2020-2024)

#### Période de prêt (2020-2022)
Le 5 octobre 2020, Chiesa signe un contrat avec la Juventus sous la forme d'un prêt de deux ans assorti d'une option d'achat fixée à 40 millions d'euros. Il y rejoint le gardien Gianluigi Buffon qui avait joué avec son père à Parme entre 1996 et 1999. 
Pour son premier match le 18 octobre, contre Crotone, Chiesa réalise une passe décisive avant d'être exclu avec un rouge direct à la suite d'un contact dur.
Sous Andrea Pirlo, il fait une superbe première saison avec la Juventus. Il permet notamment à son équipe de gagner la Coupe d'Italie 2020-2021 contre l'Atalanta sur le score de 1-2. Il inscrit le but de la victoire à la 73ème minute de jeu. C'est son premier titre avec la Juventus. Sur cette première saison, à titre individuel, il inscrit 14 buts toutes compétitions confondues pour son club et donne 10 passes décisives, le tout en 43 matchs. Il fait partie des joueurs qui auront permis à la Juventus de finir quatrième et de se qualifier en Ligue des champions. 
La saison suivante, sous Massimiliano Allegri, il se démarque mais se retrouve freiné par quelques petites blessures. Le 9 janvier 2022, la Juventus s'impose 3-4 contre l'AS Roma en terme d'un match complétement fou. Ce match retiendra malheureusement la tragique blessure de l'ailier italien. Après un contact avec Chris Smalling, il subit une rupture des ligaments croisés, qui mettra fin à sa saison 2021-2022. Une blessure tragique pour le joueur que beaucoup considère comme le meilleur élément offensif italien.  
Le 2 novembre 2022, Federico Chiesa fait son retour sur les terrains contre le Paris-Saint-Germain (1-2), il remplace Fabio Miretti à la 74e minute de jeu, dix mois après sa grave blessure. Le 19 janvier 2023, il inscrit son premier but depuis son retour à la compétition en Coupe d'Italie contre Monza où il donne la victoire à la Juventus, en inscrivant le but du 2-1.

#### Rachat définitif par la Juventus FC (depuis 2022)
Le 3 mai 2022, après deux ans de prêt, la Juventus FC lève automatiquement l'option d'achat de Chiesa fixée à 40M€, grâce notamment à la qualification de la Juve pour la Ligue des champions 2022-2023.

### Liverpool FC (2024-2025)
Le 29 août 2024, Federico Chiesa signe à Liverpool. 
Chiesa fait sa première apparition sous les couleurs des Reds le 17 septembre 2024, à l'occasion d'une rencontre de Ligue des champions face à l'AC Milan. Il entre en jeu à la place de Mohamed Salah et voit son équipe l'emporter par trois buts à un.
Durant la saison 2024-2025, il n'a disputé que 104 minutes en Premier League. Il envisage donc de quitter le club afin de retrouver du temps de jeu.

### Équipe nationale

#### Équipes jeunes
Federico Chiesa représente l'équipe d'Italie des moins de 19 ans. Avec cette sélection il joue trois matchs entre 2015 et 2016.
Il est convoqué en équipe d'Italie espoirs au mois de mars 2017. Le 23 mars, il dispute son premier match face à la Pologne et délivre une passe décisive à Lorenzo Pellegrini durant une victoire 2-1. Le 5 octobre 2017, Chiesa se fait remarquer en réalisant un doublé avec cette sélection, contre la Hongrie. Titulaire, il participe à la victoire de son équipe par six buts à deux.
Chiesa est convoqué pour disputer l'Euro espoirs 2017 où il atteint les demi-finales.
En juin 2019, Chiesa participe à l'Euro espoirs 2019. Il inscrit un doublé lors du premier match de phase de groupe contre l'équipe d'Espagne espoirs (3-1).

#### Équipe A
Le 9 avril 2017, Chiesa est convoqué pour la première fois avec l'équipe d'Italie par Gian Piero Ventura. Le 31 mai, il fait ses débuts en tant que titulaire pour la Squadra Azzurra contre Saint-Marin à l'occasion d'un match non officiel et délivre une passe décisive au cours d'un large succès 8-0.
Le 23 mars 2018, Chiesa honore sa première sélection officielle en étant titularisé par Luigi Di Biagio contre l'Argentine en match amical (défaite 2-0).
Il remporte l’Euro 2020, en battant l'Angleterre en finale aux tirs au but, tout en ayant joué un rôle décisif, marquant deux buts durant la compétition pour son équipe durant les précédents matchs à élimination directe. Le premier est inscrit en 1/8e de finale face à l'Autriche et le second face à l'Espagne en 1/2 finale. 
Il est retenu dans la liste des 26 joueurs italiens du sélectionneur Luciano Spalletti pour participer à l'Euro 2024.

## Style de jeu
(décembre 2024).
Si vous disposez d'ouvrages ou d'articles de référence ou si vous connaissez des sites web de qualité traitant du thème abordé ici, merci de compléter l'article en donnant les références utiles à sa vérifiabilité et en les liant à la section « Notes et références ».
Chiesa est un joueur talentueux, rapide, habile et travailleur, avec une bonne technique et une petite taille. Posséde une bonne endurance, une accélération et une bonne capacité de dribble, il joue généralement à ailier gauche, une position qui lui permet de couper à l'intérieur et de créer des opportunités de but pour les coéquipiers, tirant également avec son pied droit plus fort, en dépit d'être également un attaquant précis du ballon avec son pied gauche. Il est également capable de jouer efficacement sur l'aile droite.
En plus de ses rôles favoris sur les deux flancs, il a également été déployé dans plusieurs autres positions offensives, étant donné sa capacité à jouer n'importe où sur la ligne de front; il a le plus souvent été joué dans un rôle central en tant que joueur milieu de terrain offensif ou deuxième attaquant, mais a également été déployé en tant que attaquant principal à l'occasion. Il a même été utilisé occasionnellement dans des profondeurs plus profondes milieu rôles, y compris comme milieu de terrain central. Son rythme et son mouvement hors du ballon lui permettent d'exploiter les espaces et de faire des courses offensives pour battre la ligne défensive et donner de la profondeur à son équipe.
En plus de ses fonctions principales en attaque, il est également connu pour son énergie et son taux de travail, et contribue souvent à la phase défensive du jeu en pressant les adversaires et en chassant les ailiers de l'opposition sur le flanc afin de regagner la possession, et a même parfois été déployé en tant que aileron droit dans un 3–5–2 formation. De plus, il est très apprécié dans les médias pour son calme, en raison de son penchant pour marquer des buts décisifs dans des matchs importants. Malgré ses capacités, il a souvent souffert de blessures tout au long de sa carrière.

## Statistiques
| Saison                | Club                  | Championnat           | Championnat | Championnat | Championnat | Coupe nationale | Coupe nationale | Coupe nationale | Coupe de la Ligue | Coupe de la Ligue | Coupe de la Ligue | Supercoupe | Supercoupe | Supercoupe | Compétition(s) continentale(s) | Compétition(s) continentale(s) | Compétition(s) continentale(s) | Compétition(s) continentale(s) | Italie | Italie | Italie | Total | Total | Total |
| Saison                | Club                  | Division              | M.          | B.          | P.d.        | M.              | B.              | P.d.            | M.                | B.                | P.d.              | M.         | B.         | P.d.       | Comp.                          | M.                             | B.                             | P.d.                           | M.     | B.     | P.d.   | M.    | B.    | P.d.  |
| 2016-2017             | ACF Fiorentina        | Serie A               | 27          | 3           | 2           | 2               | 0               | 0               | -                 | -                 | -                 | -          | -          | -          | C3                             | 5                              | 1                              | 0                              | -      | -      | -      | 34    | 4     | 2     |
| 2017-2018             | ACF Fiorentina        | Serie A               | 36          | 6           | 5           | 2               | 0               | 0               | -                 | -                 | -                 | -          | -          | -          | -                              | -                              | -                              | -                              | 5      | 0      | 0      | 43    | 6     | 5     |
| 2018-2019             | ACF Fiorentina        | Serie A               | 37          | 6           | 3           | 4               | 6               | 2               | -                 | -                 | -                 | -          | -          | -          | -                              | -                              | -                              | -                              | 8      | 0      | 1      | 49    | 12    | 6     |
| 2019-2020             | ACF Fiorentina        | Serie A               | 34          | 10          | 6           | 3               | 1               | 0               | -                 | -                 | -                 | -          | -          | -          | -                              | -                              | -                              | -                              | 4      | 1      | 2      | 41    | 12    | 8     |
| 2020-2021             | ACF Fiorentina        | Serie A               | 3           | 1           | 1           | -               | -               | -               | -                 | -                 | -                 | -          | -          | -          | -                              | -                              | -                              | -                              | 2      | 0      | 0      | 5     | 1     | 1     |
| Sous-total            | Sous-total            | Sous-total            | 137         | 26          | 17          | 11              | 7               | 2               | -                 | -                 | -                 | -          | -          | -          | -                              | 5                              | 1                              | 0                              | 19     | 1      | 3      | 172   | 35    | 22    |
| 2020-2021             | Juventus FC (prêt)    | Serie A               | 30          | 8           | 8           | 4               | 2               | 1               | -                 | -                 | -                 | 1          | 0          | 0          | C1                             | 8                              | 4                              | 1                              | 13     | 2      | 0      | 56    | 16    | 10    |
| 2021-2022             | Juventus FC           | Serie A               | 14          | 2           | 1           | 0               | 0               | 0               | -                 | -                 | -                 | 0          | 0          | 0          | C1                             | 4                              | 2                              | 0                              | 6      | 1      | 2      | 24    | 5     | 3     |
| 2022-2023             | Juventus FC           | Serie A               | 21          | 2           | 2           | 4               | 1               | 0               | -                 | -                 | -                 | -          | -          | -          | C1+C3                          | 1+7                            | 0+1                            | 0+1                            | 4      | 1      | 0      | 37    | 5     | 3     |
| 2023-2024             | Juventus FC           | Serie A               | 33          | 9           | 2           | 4               | 1               | 0               | -                 | -                 | -                 | -          | -          | -          | -                              | -                              | -                              | -                              | 10     | 0      | 1      | 47    | 10    | 3     |
| Sous-total            | Sous-total            | Sous-total            | 98          | 22          | 13          | 12              | 4               | 1               | -                 | -                 | -                 | 1          | 0          | 0          | -                              | 20                             | 7                              | 3                              | 33     | 6      | 2      | 164   | 39    | 19    |
| 2024-2025             | Liverpool FC          | Premier League        | 6           | 0           | 0           | 2               | 1               | 0               | 3                 | 1                 | 1                 | -          | -          | -          | C1                             | 3                              | 0                              | 1                              | -      | -      | -      | 14    | 2     | 2     |
| 2025-2026             | Liverpool FC          | Premier League        | 1           | 1           | 0           | -               | -               | -               | -                 | -                 | -                 | -          | -          | -          | C1                             | -                              | -                              | -                              | -      | -      | -      | 1     | 1     | 0     |
| Sous-total            | Sous-total            | Sous-total            | 7           | 1           | 0           | 2               | 1               | 0               | 3                 | 1                 | 1                 | -          | -          | -          | -                              | 3                              | 0                              | 1                              | -      | -      | -      | 15    | 3     | 2     |
| Total sur la carrière | Total sur la carrière | Total sur la carrière | 242         | 49          | 30          | 25              | 12              | 3               | 3                 | 1                 | 1                 | 1          | 0          | 0          | -                              | 28                             | 10                             | 4                              | 51     | 7      | 5      | 350   | 79    | 43    |

### Buts internationaux
| Buts internationaux de Federico Chiesa | Buts internationaux de Federico Chiesa | Buts internationaux de Federico Chiesa  | Buts internationaux de Federico Chiesa | Buts internationaux de Federico Chiesa | Buts internationaux de Federico Chiesa   | Buts internationaux de Federico Chiesa | Buts internationaux de Federico Chiesa | Buts internationaux de Federico Chiesa | Buts internationaux de Federico Chiesa |
| 0                                      | Date                                   | Lieu                                    | Adversaire                             | Résultat                               | Compétition                              | Notes                                  | Notes                                  | Sel.                                   |                                        |
| -------------------------------------- | -------------------------------------- | --------------------------------------- | -------------------------------------- | -------------------------------------- | ---------------------------------------- | -------------------------------------- | -------------------------------------- | -------------------------------------- | -------------------------------------- |
| 1.                                     | 18 novembre 2019                       | Stade Renzo-Barbera, Palerme, Italie    | Arménie                                | 9 - 1                                  | Éliminatoires de l'Euro 2020             | 9 - 1                                  | 81e de la tête                         | 17e                                    |                                        |
| 2.                                     | 26 juin 2021                           | Stade de Wembley, Londres, Angleterre   | Autriche                               | 2 - 1 (a.p)                            | Euro 2020                                | 1 - 0                                  | 95e du pied gauche                     | 29e                                    |                                        |
| 3.                                     | 6 juillet 2021                         | Stade de Wembley, Londres, Angleterre   | Espagne                                | 1 - 1 (4-2 t. a. b.)                   | Euro 2020                                | 1 - 0                                  | 60e du pied droit                      | 31e                                    |                                        |
| 4.                                     | 2 septembre 2021                       | Stade Artemio-Franchi, Florence, Italie | Bulgarie                               | 1 - 1                                  | Éliminatoires Mondial 2022               | 1 - 0                                  | 16e du pied droit                      | 33e                                    |                                        |
| 5.                                     | 18 juin 2023                           | De Grolsch Veste, Enschede, Pays-Bas    | Pays-Bas                               | 2 - 3                                  | Ligue des Nations 2022-2023 (Final Four) | 1 - 3                                  | 72e du pied gauche                     | 42e                                    |                                        |
| 6.                                     | 17 novembre 2023                       | Stade Olympique, Rome, Italie           | Macédoine du Nord                      | 5 - 2                                  | Éliminatoires de l'Euro 2024             | 2 - 0                                  | 41e du pied droit                      | 43e                                    |                                        |
| 7.                                     | 17 novembre 2023                       | Stade Olympique, Rome, Italie           | Macédoine du Nord                      | 5 - 2                                  | Éliminatoires de l'Euro 2024             | 3 - 0                                  | 45+2e du pied droit                    | 43e                                    |                                        |

## Palmarès
| Juventus (3)                                                                                        | Italie (1)                                                                                          | Liverpool (1)                                                                |
| --------------------------------------------------------------------------------------------------- | --------------------------------------------------------------------------------------------------- | ---------------------------------------------------------------------------- |
| - Supercoupe d’Italie (1) - Vainqueur en 2020. - Coupe d’Italie (2) - Vainqueur en 2021 et en 2024. | - Championnat d’Europe (1) - Vainqueur en 2020. - Ligue des nations - Troisième en 2021 et en 2023. | - Premier League (1) - Vainqueur en 2025. - Carabao Cup - Finaliste en 2025. |

### Récompenses individuelles
- Membre de l’équipe type de l’Euro 2020